# Fernando Lugo
Pour les articles homonymes, voir Lugo.
Fernando Lugo Méndez, né le 30 mai 1951 à San Solano, au Paraguay, est un évêque catholique défroqué et homme d'État paraguayen. Il est président de la république du Paraguay entre le 15 août 2008 et le 22 juin 2012.
Membre de l'Alliance patriotique pour le changement (coalition de centre-gauche), il est élu président de la République le 20 avril 2008, avec 40,8 % des voix contre 30,8 % des voix à sa principale rivale, Blanca Ovelar, du Parti Colorado.

## Biographie

### Enfance et formation
Cet ancien étudiant en sociologie, devenu un temps maître d'école, est né dans une famille pauvre du département d'Itapúa, à la frontière avec l’Argentine. Son oncle, Epifanio Méndez Fleitas, fut un dissident historique à l'époque du général dictateur Alfredo Stroessner (1954–1989). Il est le plus jeune des six frères d'une famille persécutée sous cette dictature. Son père fut emprisonné, ainsi que trois de ses frères qui ont dû s'exiler pendant plus de vingt ans.

### Vie religieuse
En 1971, alors que son père le destinait à être avocat, il choisit, à 19 ans, après une expérience d'enseignement à la campagne, d'entrer au séminaire dans la communauté des Missionnaires du Verbe divin, et intègre l'université catholique de Notre-Dame de l'Assomption à Asuncion où il obtient une licence en théologie. Il est ordonné prêtre le 15 août 1977. Missionnaire, il part ensuite pour l'Équateur, dans la province de Bolivar pour y travailler jusqu'en 1982 au contact des couches sociales les plus défavorisées. Ces années lui valent aujourd'hui le surnom d'« évêque des pauvres ».
Expulsé du Paraguay par le régime de Stroessner parce que ses sermons sont jugés subversifs, il connaît quatre années d'exil à Rome, où il complète ses études de théologie à l'université pontificale grégorienne, et obtient en 1983 une licence en sociologie, avec une spécialisation en doctrine sociale de l'Église. Rentré au pays, il est consacré le 17 avril 1994 évêque de San Pedro (centre), la région la plus pauvre du pays.
En janvier 2005, il remet sa démission avant de renoncer en décembre 2006 à sa charge d'évêque canoniquement incompatible avec son engagement politique. Malgré cela, le pape le déclare suspens a divinis en février 2007, refusant sa renonciation à la charge d'évêque, qui est acceptée à vie, mais suspendant celle-ci. Cette sanction, très rarement appliquée dans le cas de prêtres s'engageant politiquement, avait été appliquée à Jean-Bertrand Aristide en Haïti.
Cependant, le 30 juillet 2008, à la suite de son élection, le Vatican lui « concède la perte de l'état clérical, avec toutes les obligations qui y sont attachées » et  sa « réduction à l'état laïc ». Cette décision le libère des droits et obligations associées à l'état clérical.
Il conserve cependant sa qualité d'évêque consacré et son éventuelle réintégration dans l'état sacerdotal demeure possible à l'issue de son mandat de cinq ans.

### Vie politique
Il s'affirme au grand jour sur la scène politique en mars 2006, lorsqu'il prend la tête d'une manifestation à Asuncion pour protester contre Nicanor Duarte, président de la République en exercice, qui tente alors de briguer un second mandat malgré l'interdiction inscrite dans la Constitution du pays.
Il est avant tout connu pour son engagement auprès des paysans sans terre et sa proximité avec la théologie de la libération.
L'establishment tente de le faire passer pour un dangereux communiste en le comparant au président bolivien Evo Morales ou au vénézuélien Hugo Chávez. Il appartient plutôt à une gauche sociale-démocrate, bien que lui-même se soit déclaré centriste. Ne disposant d'aucun parti, il est d'abord soutenu par les multiples mouvements sociaux (organisations paysannes, féministes, indigènes ou syndicales, mouvements des paysans sans terre ou des sans-toit). Il parvient ensuite à former une coalition, l'Alliance patriotique pour le changement, comprenant neuf partis, dont sept petits, mais aussi le Parti libéral (un parti de centre-droit historiquement opposé au parti au pouvoir) ainsi que le Parti démocrate-chrétien. Cette alliance est critiquée par une partie de ses partisans, car s'il dispose ainsi des réseaux du Parti libéral pour gagner la présidentielle (comme le principal quotidien du pays, ABC Color), il risque aussi de se retrouver « otage » de ce parti.
Il aurait reçu des menaces de mort au cours de la campagne électorale. En décembre 2007, le Parti démocrate chrétien accepte son affiliation, le candidat à la présidentielle devant nécessairement être affilié à un parti en particulier. Cela suscite la colère de l'ancien membre et président du Parti démocrate-chrétien, Luis Manuel Andrada Nogués, qui considère cette désignation comme ne devant pas avoir lieu.

#### Élection présidentielle de 2008
Fernando Lugo se présente à l'élection présidentielle (un seul tour) en ticket avec Federico Franco, du Parti Libéral Radical Authentique, ce parti ayant validé en interne un ticket mixte plutôt qu'un ticket exclusivement libéral mené par Federico Franco. Le Parti Libéral à lui seul n'aurait probablement pas pu battre le candidat du Parti Colorado, alors que Lugo attire les voix des électeurs qui veulent un président honnête, dans un pays miné par la corruption et le clientélisme.
Le scrutin ayant lieu dans le calme, il est élu président de la République le 20 avril 2008 et prend ses fonctions le 15 août suivant. Il nomme la première ministre autochtone du Paraguay aux Affaires indigènes en août 2008, Margarita Mbywangi, une Guayaki et ancienne esclave. En 2010, Lugo explique avoir reçu dans la semaine suivant son élection la visite de l’ambassadeur des États-Unis : « Il m’a laissé une enveloppe pour que je l’ouvre, après le repas. C’était la liste des personnes qui devaient entrer dans mon gouvernement. Trois noms par ministère ! ».
Il renonce au salaire présidentiel, déclarant que cet argent devait revenir à des personnes plus modestes, et encourage les autres personnalités politiques à refuser également leur salaire.
Il prend la présidence d'un pays extrêmement inégalitaire : les 10 % des Paraguayens les plus riches accaparent 60 % de la richesse nationale et leur fortune collective a augmenté de 20 % en dix ans, pendant que celle des 10 % les plus pauvres est estimée à 1 % de la richesse du pays. La pauvreté touche plus de 40 % de la population, le chômage réel avoisine les 40 %, et seuls 30 % des salariés perçoivent un salaire minimum lui-même trop faible pour couvrir les besoins de base. Dans les campagnes, près de 80 % des terres sont possédées par moins de 2 % des propriétaires. Plus d'un million de personnes ont émigré depuis 1992.

#### Présidence
Le nationalisme économique, la lutte contre la corruption et la réforme agraire constituent ses axes prioritaires. Toutefois, il perd dès le printemps 2009 le soutien du Parti libéral (PLRA) et de la majorité du Parlement, et ne peut mener cette dernière réforme à terme. Le PLRA - traditionnel défenseur des propriétaires terriens - a défendu le « respect de la propriété privée » et les médias ont lancé une violente campagne contre les « invasions de terres » par les paysans.
Un certain nombre d'initiatives ont été introduites pour améliorer la vie des pauvres du Paraguay, telles que des investissements dans les logements sociaux, l'introduction de traitements gratuits dans les hôpitaux publics, et des aides sociales pour les citoyens les plus démunis.
Il refuse l’installation d'une base militaire américaine. Des travaux agrandissement de la piste d'atterrissage de l'aérodrome de Mariscal Estigarribia, près de la frontière bolivienne, avaient été entrepris depuis 2005 par des troupes américaines afin de permettre l'atterrissage de bombardiers ou d'avions de transport de troupes et de matériel militaire.
Durant son mandat, le taux de pauvreté baisse de 9 points, passant de 38 à 27 %. Le PIB connait une hausse de 24,6 à 33,3 milliards. Le Paraguay est fortement affecté par la crise économique mondiale de 2008/2009, le pays entrant en récession, avec une reprise de 15 % de croissance dès 2010, puis moindre mais positive jusqu'à la destitution. Son bilan économique est jugé positif, du fait de la stabilité macro-économique et de l'excédent budgétaire de 111 millions de dollars qu'il a laissé à son vice-président Federico Franco.

#### Une présidence très instable
En septembre 2008, un général de l'armée paraguayenne affirme avoir participé à une réunion au domicile de Lino Oviedo au cours de laquelle a été envisagé un coup d’État contre le président de centre-gauche Fernando Lugo. D'autres personnalités militaires et politiques étaient également présentes, dont l'ancien président Nicanor Duarte, le président du Congrès, le président du Tribunal supérieure de justice électorale et le procureur général.
L'Usaid amplifie sa présence au Paraguay après l'élection de Lugo. Ses aides financières, dirigées vers des ONG et organisations patronales, passent de 17,25 millions de dollars en 2007 à 36,2 millions en 2010. En décembre 2009, Lugo affirme avoir fait l'objet de plusieurs tentatives de putsch et être menacé par un coup d'État similaire au scénario hondurien de juillet 2009,. Les médias nationaux déclenchent une offensive afin de le faire destituer sous des prétextes divers, l'accusant par exemple de corruption. Son vice-président lui-même, Federico Franco (libéral), se dit prêt à assumer le pouvoir, tandis que le sénateur libéral, Alfredo Jaeggli, affirme qu'il faudrait le destituer dans les quatre mois, l'accusant de ne pas réussir à maintenir l'ordre dans le pays,.
Federico Franco tente de faire destituer Lugo en octobre 2010, en l'accusant d'avoir violé la Constitution. En effet, alors que Lugo est au Brésil pour faire traiter un lymphome, il ordonne des changements dans l'état-major des armées ; or cette compétence revient alors à Franco qui assure la présidence par intérim. La menace d'un procès politique contre Lugo a été brandie à de nombreuses reprises avant 2012.
L’opposition s'attaque également au ministre de la Défense, l’ex-général Luis Bareiro Spaini. Ce dernier avait demandé des explications à l’ambassadrice des États-Unis, Liliana Ayalde, à travers un courrier au style jugé peu diplomatique : au cours d’un déjeuner organisé par la diplomate américaine, auquel participaient le vice-président Federico Franco, quelques personnalités politiques, parmi lesquelles le colorado Hugo Estigarribia et un groupe de généraux américains, le président Lugo fut dénigré de façon insultante. Mettant en cause le « manquement aux usages diplomatiques » du ministre, sans toutefois évoquer le comportement de l’ambassadrice, le Parlement, où les partis colorado et libéral sont majoritaires, procède à un procès politique contre lui. Dans un communiqué de presse, le ministère de la Défense dénonce : « Dans ce montage psycho-politique de certains secteurs de l’opposition, la prétention à un jugement politique du ministre Bareiro Spaini ne fait qu’anticiper (…) l’objectif stratégique final : le jugement politique du président de la République Fernando Lugo » et met en cause « des intérêts étrangers et contraires à ceux du Paraguay ».

#### Destitution
Le 15 juin 2012, 384 policiers armés tentent de déloger les 60 paysans présents dans un campement près de Curuguaty, pourtant déclaré « d'intérêt social » par décret en 2004. Une fusillade éclate, faisant onze morts du côté des paysans, six du côté des policiers. La responsabilité de la tuerie fait toujours débat. En effet, l'un des dirigeants paysans, Vidal Vega, peu après avoir déclaré qu'il allait témoigner sur ce qu'il savait de la présence d'infiltrés sur les lieux du massacre, est assassiné. En outre, le film réalisé par un hélicoptère de la police ayant survolé en permanence le lieu des événements a mystérieusement disparu. Enfin la présence de femmes et d'enfants au sein du campement des paysans désavouerait la thèse d'une embuscade de ces derniers tendue aux forces de l'ordre. Une enquête de la Coordinadora de Derechos Humanos del Paraguay indiquera ultérieurement que six des onze paysans tués pourraient avoir été exécutés.
Cet événement est alors utilisé par l'opposition de droite, majoritaire au Parlement, pour engager la procédure de destitution du président Fernando Lugo, qu'elle accuse d'avoir attisé la violence contre les grands propriétaires terriens. Le 21 juin, 76 membres de la Chambre des députés votent pour la révocation du président. Le lendemain, le Sénat le destitue au terme d'un « jugement politique » de vingt-quatre heures, par 39 voix pour, 4 contre et 2 abstentions ; alors que l'article 225 de la Constitution stipule qu'il aurait dû disposer de cinq jours pour organiser sa défense. Le nouveau pouvoir tente de prendre le contrôle de la télévision publique pour faire cesser la diffusion des manifestations de soutien à Fernando Lugo.
Le Paraguay est alors exclu du Marché commun du Sud (Mercosur), de l'Union des nations sud-américaines (Unasur) et de la Communauté d'États latino-américains et caraïbes (Celac), qui ne reconnaissent pas le nouveau gouvernement, tandis que l'Organisation des États américains (OEA) rejette cette possibilité. Les chefs d’État des pays voisins prennent position contre la destitution, tels que le président équatorien Rafael Correa qui la juge ainsi « illégitime » ou la présidente argentine Cristina Kirchner parlant d’un « coup d’État inacceptable »[réf. souhaitée].

#### Après la présidence
Lors des élections générales du 21 avril 2013, Lugo est élu sénateur. Il exerce la fonction de président du Sénat de juin 2017 à juin 2018. Il est réélu sénateur lors des élections générales du 22 avril 2018.
Il est le président le plus populaire de l'histoire contemporaine du Paraguay.

### Vie privée
Atteint d'un cancer du système lymphatique depuis 2010, il est régulièrement soigné au Brésil par chimiothérapie.
Durant sa présidence, il a reconnu la paternité de deux enfants, suscitant une polémique. Cette reconnaissance est qualifiée d'« acte courageux » par des dirigeants politiques locaux et même par un membre de la Conférence épiscopale paraguayenne, Mgr Mario Melanio Medina. Mais on sait depuis que Viviana Carrillo n'avait, selon sa demande légale, que 16 ans lors de ses relations intimes initiales avec l'évêque Lugo, âgé alors de 48 ans (l'âge de consentement au Paraguay est fixé à 14 ans).

### Film sur Fernando Lugo
- (es + fr) Paraguay : la tierra sin mal ; pouvoir et impuissance, Anna Recalde Miranda, 2016.